# Perturbação disfórica pré-menstrual
Perturbação disfórica pré-menstrual ou transtorno disfórico pré-menstrual é uma forma grave e debilitante de síndrome de tensão pré-menstrual que afeta entre 3 e 8% das mulheres durante a menstruação. A perturbação consiste num conjunto de sintomas afetivos, comportamentais e somáticos recorrente durante a fase luteínica do ciclo menstrual. A perturbação disfórica pré-menstrual foi acrescentada à lista de perturbações depressivas do Manual de Diagnóstico e Estatística das Perturbações Mentais em 2013. A patogénese precisa da perturbação é ainda desconhecida e um tema de investigação. O tratamento da condição consiste principalmente em antidepressivos que modulam os níveis de serotonina no cérebro e na supressão da ovulação através de pilula anticoncepcional.